# 長浜赤十字病院
長浜赤十字病院（ながはませきじゅうじびょういん）は、滋賀県長浜市に所在する医療機関である。日本赤十字社滋賀県支部が開設する病院である。滋賀県災害拠点病院、地域周産期母子医療センター、救命救急センターなどの機能を有する。
2012年9月に精神科病床を15床減床させて70床とし、現在は504床での運営である。

## 沿革
- 1932年（昭和7年）4月 - 日本赤十字社 滋賀支部病院 長浜診療所として創設。
- 1937年（昭和12年）12月  -  日本赤十字社 滋賀支部 長浜療院と改称 。
- 1949年（昭和24年） 4月 -  長浜赤十字病院と改称。
- 1954年（昭和29年）11月 -  山岡孫吉氏より「山岡記念病舎」（ヤンマー病床）と呼称し、20床増築寄付。
- 1958年（昭和33年）5月 -  結核病棟（50床）を増築。
- 1967年（昭和42年）6月 - 精神神経科病棟（150床）を増築。
- 1969年（昭和44年）7月 - 湖北広域衛生組合立伝染病棟30床を受託。
- 1999年（平成11年）4月 - 第二種感染症指定医療機関（4床）の指定。
- 2005年（平成17年）3月 - 地域周産期母子医療センターに指定。
- 2009年（平成21年）6月 - 地域医療支援病院の承認と滋賀県肝疾患専門医療機関の指定を受ける。

## 診療科
- 内科
- 神経内科
- 消化器内科
- 循環器内科
- 糖尿病内分泌内科
- 血液内科
- 小児科
- 精神神経科
- 外科
- 小児外科
- 整形外科
- 形成外科
- 脳神経外科
- 呼吸器外科
- 心臓血管外科
- 皮膚科
- 泌尿器科
- 産科
- 婦人科
- 耳鼻咽喉科
- リウマチ膠原病内科
- 救急科
- リハビリテーション科
- 放射線科
- 麻酔科
- 歯科口腔外科
- 総合診療科

### 診療協働部門
- 看護部
- 病理部

## 医療機関の指定等
- 保険医療機関
- 労災保険指定医療機関
- 指定自立支援医療機関（更生医療・育成医療）
- 身体障害者福祉法指定医の配置されている医療機関
- 精神保健及び精神障害者福祉に関する法律（昭和25年法律第123号）に基づく指定病院又は応急入院指定病院
- 精神保健指定医の配置されている医療機関
- 生活保護法指定医療機関
- エイズ協力病院
- 小児慢性特定疾患治療研究事業委託医療機関
- 災害拠点病院
- 救命救急センター
- 臨床研修指定病院
- 地域周産期母子医療センター
- 第二種感染症指定医療機関[1]
- 滋賀DMAT指定医療機関
- 災害対策基本法指定機関
- 滋賀県肝疾患専門医療指定機関
- 滋賀医科大学生実習病院
- 看護学生実習病院
- 救急救命士臨床実習病院

## 交通アクセス
電車
- 北陸本線（JR西日本）長浜駅下車、徒歩約15分。

バス
- 湖国バス『長浜市内循環線』で「長浜赤十字病院」下車すぐ。

## 病院再編の議論
湖北地域では市立長浜病院、長浜市立湖北病院、長浜赤十字病院、セフィロト病院の4つの病院を中心に地域医療提供体制の検討が行われている。
2019年（平成31年）3月の湖北圏域地域医療構想調整会議では「病院機能の再編案（ABCD）」が示された。具体的には現行の公営企業法全部適用（市立長浜病院と長浜市立湖北病院の経営一体化）、地域医療連携推進法人の設立（市立長浜病院と長浜市立湖北病院、長浜赤十字病院の経営一体化）、地方独立行政法人の設立（長浜赤十字病院の事業譲渡を受けて市立長浜病院と長浜市立湖北病院とともに経営一体化）、指定管理者の導入（市立長浜病院と長浜市立湖北病院に指定管理者を導入（日本赤十字社を想定））などが検討されている。